# ليلى حاتمي
ليلا حاتمي (بالفارسية: لیلا حاتمی) (1 أكتوبر 1972) ممثلة إيرانية.ابنة المخرج علي حاتمي والممثلة زهراء حاتمي. متزوجة من الممثل علي مصفا.

## مسيرتها
بعد الانتهاء من المدرسة الثانوية، انتقلت إلى لوزان بسويسرا، وبدأت دراستها في الهندسة الكهربائية في مدرسة الفنون التطبيقية الاتحادية بلوزان (EPFL). وبعد عامين غيرت دراستها إلى الأدب الفرنسي. وأتمت دراستها في اللغة الفرنسية في بضع سنوات، قبل أن تعود إلى إيران. بدأت مشوارها الفني بتمثیل دور مرحلة طفولة الرسام الإیراني کمال الملك في فیلم یحمل اسمه.
وبعد توقفها عدة سنوات، قررت استمرار دراستها في سويسرا، وقامت بأول أدوارها كممثلة محترفة في فيلم ليلى من إخراج درويش مهرجوي. تلقى أداؤها في هذا الفيلم استحسان النقاد والجماهير.
سنة 1999 تزوجت أحد زملائها من طاقم فيلم ليلى، وهو علي مصفا. لديهم طفلين: ولد يدعى ماني (ولد فبراير 2000) وفتاة تدعى عسل (من مواليد أكتوبر 2001).
تدير مع زوجها إحدى دور العرض بطهران، ورثتها عن والدها الذي كان يديرها.

## جوائز
حصلت لیلى حاتمي علی أولى جوائزها العالمیة عام 2002 من مهرجان مونتریال في کندا عن دورها في فیلم ایستکاه متروك «المحطة المتروکة».
- ميدالية الأدب والثقافة الفرنسية «وسام فارس»، السفارة الفرنسية في طهران.
- الدب الذهبي كأفضل ممثلة في مهرجان برلين السينمائي عن فيلم انفصال نادر وسمين.
- جائزة أفضل ممثلة في مهرجان كارلوفي فاري بالتشيك، عن دورها في فيلم «الخطوة الأخيرة» للمخرج علي مصفا.[2]
- جائزة أفضل ممثلة في مهرجان فجر السینمائي، النسخة 15، عن دورها في فیلم لیلى
- جائزة أفضل ممثلة في حفل بیت السینما، النسخة الخامسة، عن دورها في فیلم (آب وآتش) «الماء والنار»، 2001. وانتخبت کأفضل ممثلة من قبل المؤلفین والنقاد السینمائیین عن دورها في فیلم «الماء والنار» 2001.
- حائزة علی دبلوم فخري من الدورة الـ 15 لمهرجان فجر السینمائي عن دورها في فیلم «لیلا» 1996.

## فيلموغرافيا
- «ليلى»، للمخرج داريوش مهرجوئي
- کمال الملك للمخرج علي حاتمي 1984
- دلشدکان «اصحاب القلوب» للمخرج علي حاتمي 1991
- لیلى للمخرج داريوش مهرجوئي، 1997
- شیدا للمخرج کمال تبریزي 1998
- نحن جميعًا معًا للمخرج كمال تبريزي 2018
- میکس للمخرج داريوش مهرجوئي، 1999
- آب وآتش «الماء والنار» للمخرج فريدون جيراني 2000
- مرباى شیرین «المربى الحلوة» للمخرجة مرضية بورمند 2000
- ایستگاه متروك «المحطة المتروکة» للمخرج علي رضا رئیسیان، 2000 – 2001
- ارتفاع بست، «الارتفاع الهابط» للمخرج ابراهیم حاتمي کیا، 2001
- سیماى زنى در دور دست، «تصویر امراة من بعید» للمخرج علي مصطفى، 2003
- سالاد فصل، للمخرج فریدون جیراني، 2004
- حکم، للمخرج مسعود کیمیائي، 2004
- شاعر زباله. «شاعر النفايات» للمخرج محمد احمدي، 2005
- انفصال نادر وسيمين، أصغر فرهادي، 2011
- شيرين 2008 للمخرج عباس كيارستمي

### أعمال تلفزيونية
شاركت في التمثيل في مسلسل: کیف انکلیسى «الحقیبة البریطانیة» للمخرج سید ضیاء الدین دري، 1999.

## وصلات خارجية
- ليلى حاتمي على موقع IMDb (الإنجليزية)
- ليلى حاتمي على موقع قاعدة بيانات الأفلام العربية
- ليلى حاتمي على موقع ألو سيني (الفرنسية)
- ليلى حاتمي على موقع أول موفي (الإنجليزية)
- ليلى حاتمي على موقع قاعدة بيانات الأفلام السويدية (السويدية)
- ليلى حاتمي على موقع قاعدة بيانات الفيلم (الإنجليزية)
- ليلى حاتمي على موقع كينوبويسك (الروسية)
- لیلا حاتمی  على فيسبوك.على الفيسبوك